# Šenovský vrch
Šenovský vrch är en kulle i Tjeckien.   Den ligger i regionen Liberec, i den norra delen av landet, 80 km norr om huvudstaden Prag. Toppen på Šenovský vrch är 632 meter över havet, eller 108 meter över den omgivande terrängen. Bredden vid basen är 0,85 km.
Terrängen runt Šenovský vrch är huvudsakligen kuperad, men åt sydost är den platt.Runt Šenovský vrch är det tätbefolkat, med 459 invånare per kvadratkilometer. Närmaste större samhälle är Děčín, 18,7 km väster om Šenovský vrch. I omgivningarna runt Šenovský vrch växer i huvudsak blandskog.